# Дурбин, Эван
Эван Фрэнк Моттрам Дурбин (англ. Evan Frank Mottram Durbin; 01.03.1906—2.09.1948) — английский экономист, политик Лейбористской партии, автор работ, в которых сочеталось центральное экономическое планирование и рыночный механизм цен.

## Биография
Эван родился 1 марта 1906 года в Девоне в семье баптистского священника. Он получил образование в начальных школах Плимптона и Эксмута, школе Хелеса в Эксетере, школе Тонтона.
Затем поступил в Новый колледж Оксфорда. В Оксфорде два года изучал зоологию до 1927 года, затем философию, политику и экономику. Выиграл стипендию Уэбб Попурри, а также награду первого класса в области политики, философии и экономики. Получив стипендию Рикардо от Университетского колледжа Лондона, в 1929—1930 годах учился в Университетском колледже Лондона.
В 1930 году начал преподавать в качестве лектора по экономике в Лондонской Школе Экономики, позднее был повышен до старшего преподавателя. Преподавал до 1945 года.
Во время войны он был личным помощником Клемента Эттли, заместителя премьер-министра. В 1945 году был избран членом парламента от лейбористов Эдмонтона. Он служил личным секретарем Хью Далтона в Казначействе и был назначен младшим министром работ в марте 1947 года.
Он утонул 2 сентября 1948 году, спасая одну из своих дочерей; случилось это на побережье Корнуолла, к югу от Бьюда.